# 胰岛

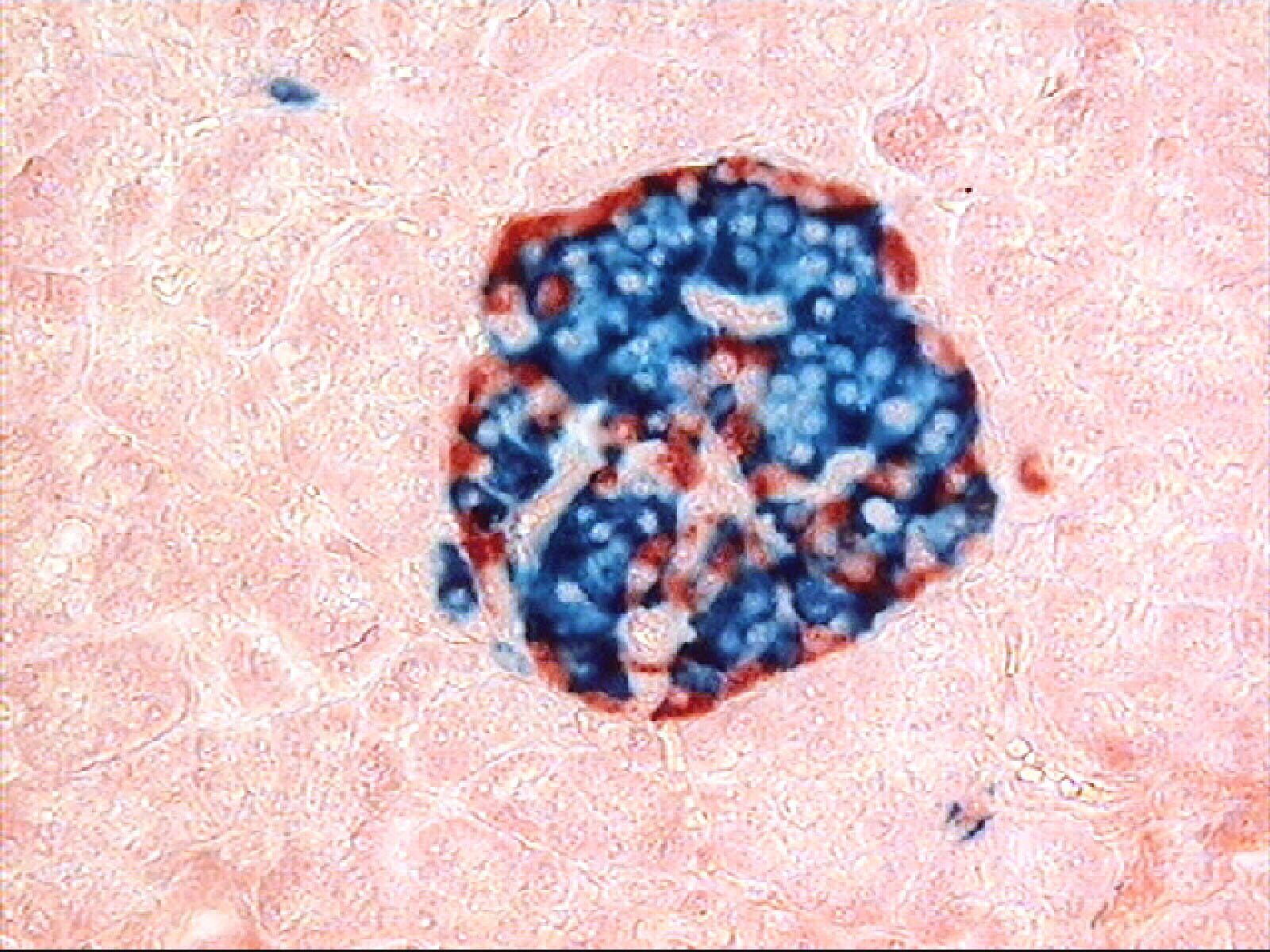
一个胰岛，此图使用荧光抗体（免疫组织化学染色法）来显示胰岛中不同细胞类型的位置

胰岛（pancreatic islet）又稱朗格汉斯岛，是胰脏裡的球形细胞团，零散分布于胰臟外分泌部腺泡之间而状似孤岛，其结构由一群分泌激素的细胞（内分泌细胞）所组成，因德国病理学家保罗·兰格尔翰斯（Paul Langerhans）1869年发现而得名。
胰岛的直径介于50-500μm之间，每个胰岛含有大约1000个细胞。
胰岛内有5种分泌激素的细胞：
- 胰島B細胞分泌胰岛素 （占胰岛细胞的65-80%）
- 胰島A細胞分泌胰高血糖素（占胰岛细胞的15-20%）
- D细胞分泌生长抑素（占胰岛细胞的3-10%）
- PP细胞分泌胰多肽（占胰岛细胞的1%）
- E細胞（英语：Epsilon_cell）分泌生長激素釋放激素（ghrelin）

## 相关词汇
- 《朗格汉斯岛 的午後》（ランゲルハンス島の午後）：日本作家村上春樹的散文隨筆，安西水丸插圖。